# Clusius-emlékérem
A Clusius-emlékérem az Országos Erdészeti Egyesület (OEE) által 1966-ban alapított elismerés. Az érmet olyan személyek kapják, akik kiemelkedő tudományos, szakmai vagy gyakorlati munkát végeztek a magyarországi erdészeti tudományok, elsősorban a mikológia terén, vagy a magyar erdők, fafajok, erdészeti kultúra megőrzésében, védelmében, kutatásában, népszerűsítésében játszottak szerepet. Az emlékérem névadója Carolus Clusius (Charles de l'Écluse), flamand botanikus, aki a 16. században Magyarországon is járt, és botanikai kutatásokat végzett. Az emlékérmet nem rendszeresen adják ki, és külföldi, mikológiával foglalkozó (főként "nagygombász") szakemberek is megkaphatják. 

## A névadóról - röviden

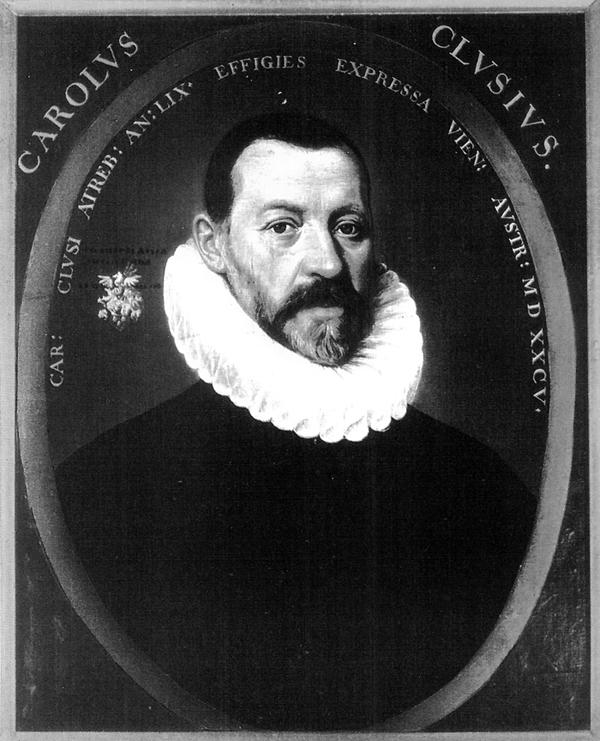
Carolus Clusius (1526–1609) arcképe Philippe Galle Imagines L. Doctorum virorum, etc. című művében (Antwerpen, 1587)

Clusiust  1550-ben Montpellierben Guillaume Rondelet (1507-1566) orvosprofesszor, természettudós az orvosi és természettudományokat kedveltette meg vele; ettől fogva különös előszeretettel foglalkozott a füvészettel. Reánk magyarokra nézve Clusius egyénisége s halhatatlan füvészeti működése kétszeres értékkel bír, mert hazánk növényeinek felkutatása (bennük a nagygombák is) ismertetése körül úttörő volt. A magyar botanika szempontjából a legfontosabb és korszakalkotó jelentőségű pannóniai flóraműve, amely Rariorum aliquot Stirpium, per Pannoniam, Austriam, & vicinas quasdam Provincias observatarum Historia (Pannónia, Ausztria és a szomszédos tartományokban megfigyelt növények leírása) címmel készült 1583-ban. Az antwerpeni Plantin kiadónál megjelent munkáinak címoldalán található díszes nyomdajelzések jelmondata: Labore et constantia (Munkálkodás és állhatatosság).
"Századok múltak el Carolus Clusius (1526-1609) műveinek megjelenése óta, mégis a magyar flóra kutatója tanulmányai közben mindig vissza-visszatér az első forráshoz, Clusiushoz, jeléül annak, hogy pontos megfigyelésen alapuló lelkiismeretes munka az idők múlásával sem veszti el értékét. A mai kor magyar botanikusa kegyelettel járja be azokat a helyeket, ahol egykor a nagy Clusius járt és kutatott, s illő dolog, hogy a tudós férfiúnak, aki elsőül ismerte meg és ismertette Magyarország érdekes növényvilágát, születésének négyszázados fordulóján mi is a megemlékezés magyar virágokból font koszorújával áldozzunk..."   A tudományos világ széles körei ünnepelték 1926-ban a németalföldi Clusius Károly, ahogyan "magyarosan" őt nevezték, a XVI. század legnagyobb természettudósa születésének 400. évfordulóját (napjainkban: 500.) – írta 1927-ben Gáyer Gyula, aki a Vasvármegyei Múzeum természetrajzi tárának botanikusaként, Degen Árpáddal és Gombocz Endrével hazánkban élen járt a Clusius-kultusz akkori ápolásában.

## Clusius, a mikológusok atyja

Carolus Clusis-emlékérem kiváló mikológusok elismerésére, 1966-tól

A flamand tudós neki is látott a Vas és Zala vármegyék vidékén termő, jellegzetes gombák összegyűjtésének is. Az anyagból megszületiett a világ első gombászati közleménye, amely egy adott terület gombavilágát ismerteti, s mint ilyen, az első adatközlést jelenti a magyarországi, benne a Vas megyei mikoflóráról (mikobionta, = nagygombákról) is.  A térségünk nagygombáit bemutató, gazdagon illusztrált munka 1601-ben jelent meg Antwerpenben Fungorum in Pannoniis observatorum brevis historia (A Pannóniában megfigyelt gombák rövid ismertetése) címmel, a Rariorum plantarum historia függelékeként.

## Clusius emlékének őrzése hazánkban
- az Országos Erdészeti Egyesületen (OEE) belül a Mikológiai Szakosztályt 1962-ben Kalmár Zoltán javaslata alapján hozták létre, neve fémjelezte a működés első időszakát, melynek során a Mikológiai Szakosztályból Társaság lett.
- A Magyar Mikológiai Társaság (MMT) jogelődjétől különválva (OEE) 1992-től önálló társadalmi szervezetként, egyesületként működik tovább.
- Clusius nevét őrzi az Országos Erdészeti Egyesület által 1966-ban alapított, és először 1967-től átadott, a mikológia tudománya kiemelkedő művelőinek adományozott Clusius-emlékérem.[6]
- Az 1967-1991 időszakbanOEE az , majd ezt követően, 2008-tól az MMT javaslatára adják át a Clusius-emlékérmet.

- a Magyar Mikológiai Társaság szaklapjának neve, a  Mikológiai Közlemények – Clusiana (Budapest) 1984-től;
- a Szabó T. Attila által szerkesztett Collecta Clusiana, a Bio Tár Etnobotanika és Etnobiodiverzitás sorozata (Szombathely);
- valamint a szintén általa elindított Beythe-kertek: Beythe István-kert, Szombathely, 1988–; és Beythe András-kert, Veszprém, 1998–. Előbbi napjainkban a Szombathelyi Vasi Skanzenben (Múzeumfalu) él tovább.[2]

## Az emlékérmet kapták
Forrásainkban szerepelnek az 1967-1989. időszakban Clusius-emlékérmet kapottak listája. További személyekről részben a Wikipédia szócikkeiben, részben a Ki Kicsoda a magyar mezőgazdaságban? A-H (első és egyetlen megjelent) kötetéből tájékozódhatunk. A "Nagygombákról" készült könyvtári állomány (2008) tematikus összeállításában számos kiadvány (közöttük Clusius-emlékérmes szerzők) munkáinak bibliográfiai adataival találkozhatunk. A Magyar Mikológiai Társaság vezetőségének excel listája (egyedi forráshivatkozások nélkül) 2025. augusztus 17. e-mailből származik.
- Bánhegyi József (1911-1976) (1967)
- Bohus Gábor (1967)
- Igmándy Zoltán (1925–2000) erdőmérnök, erdészeti növénykórtanász, mikológus (1967)
- Kalmár Zoltán (1912–1999) biológus, mikológus[11] (1967)
- [./Https://www.wikidata.org/wiki/Q21610132 Szemere László] (1884–1974)[12] jogász, biológus, ornitológus, mikológus (1967)
- Schuszter Viktor (1967)
- Ubrizsy Gábor (1971)
- Albert Pilát (1973)
- Babos (Lórántné Greskovits) Margit [8](1974)
- Gyarmati Béla (1921-1993) (1974)
- Makara György (1974)
- Komlós György (1975)
- Csukássyné Győrffy Mária (1977)
- Konecsni István (1919-1988) botanikus, mikológus, mezőgazdasági mérnök (1977)
- Hanns Kreisel (1931-2017)[13] német botanikus, mikológus (1978)
- Walter Liese (1926-2023)[14] német erdész, fakutató, biológus (1978)
- George Melancan (1978)
- Meinhard Michael Moser (1924-2002)[15] osztrák mikológus (1978)
- Törley Dezső (1920-1999) vegyészmérnök (1979)[16]
- Gálffy Zoltán (1915-?) tanár (1979)[17]
- Urai Pál (1980)
- Jakab Albert (1981)
- Firbás Oszkár (1922-2017) tanár[18](1983)
- László Kálmán (1983)
- Aumüller István (1903-2017) [19](1983)
- Vörös József (1984)
- Koronczi Imréné (1984)
- Bányai Endréné gombaszakértő, szervező[20] (1985)
- Vass Anna (1930-2016) mikológus, muzeológus[20][21] (1985)
- Lengyel Géza[22] (1986)
- Sarkadi Zoltán[22][23] (1924-1985) (1986, posztumusz)
- Büki Józsefné (1987)
- Franz Wolkinger (1936-2017) osztrák biooógus és természetbúvár (1987)
- Albert László mikológus, a Mikológiai Társaság elnöke (1988)
- Kuklis Kálmán [24](1988)
- Rimóczi Imre (1989)
- Pagony Hubert (1925-2003) erdész patológus, mikológus (1991)
- Vetter János (2008)
- Babos (Lórántné) Greskovits Margit (1931-2009) magyar mikológus (2009)[25]
- Machiel E. Noordeloos holland mikológus (2009)
- Francesco Bellu (1947-2022) olasz mikológus, tanár (2009)
- Anton Hausknecht osztrák mikológus (2009)
- Jancsó Gábor vegyész (2011)
- Reinhardt Agerer német mikológus (2012)
- Jakucs Erzsébet (2017)
- Kovács M. Gábor (2025)[10]